# Doublemeat Palace
Doublemeat Palace es el decimosegundo episodio de la sexta temporada de la serie de televisión de Buffy the Vampire Slayer.

## Argumento
Buffy (Sarah Michelle Gellar) está sentada en una sala viendo el vídeo formativo de Doublemeat Palace, un establecimiento de comida rápida. El encargado, Manny (Brent Hinkley), le lleva a dar un paseo por el negocio. Empieza trabajando en el mostrador con Gary (Thomas Michael Ferguson), que le enseña a utilizar la caja registradora. Atienden a una simpática anciana (Pat Crawford Brown) que busca su ración diaria de café y tarta. Los siguientes son una familia y la Cazadora acaba confusa. Después Manny le pilla cotilleando en el frigorífico y le advierte que la curiosidad «mató al gato». Recibe una visita de sus amigos y les confiesa que el sitio resulta algo sospechoso. Gary sale por la parte de atrás y algo le ataca.
Willow (Alyson Hannigan) está tumbada en la cama, subrayando un libro cuando Amy (Elizabeth Anne Allen) llama a la puerta. Quiere su jaula pero además tiene un regalo de cumpleaños para ella. Cuando sale por la puerta le lanza una especie de ola de energía. Willow vuelve a tener sus ojos negros y Amy se marcha. Xander (Nicholas Brendon) y Anya (Emma Caulfield) reciben la visita de Halfrek (Kali Rocha), una demonio de la venganza, amiga de Anya, la cual le hace plantear a ella si realmente se quiere casar con un humano que se considera más listo que ella; mientras que Xander se concientiza que se casará con una ex-demonio.
Buffy sigue desconfiando del local y descubre un dedo humano en la trituradora. Manny no puede darle una explicación convincente y ella tira las bandejas de la gente y les grita que no coman, que no es carne de vaca sino carne humana, por lo que acaban despediéndola.
Buffy llega a la tienda de magia con una hamburguesa para que examinen sus ingredientes, allí Xander y Dawn (Michelle Trachtenberg) están jugando a las cartas. Xander se come la hamburguesa que Buffy ha llevado, dejándoles sin pruebas que analizar, mientras Buffy desarrolla una rocambolesca teoría sobre hamburgueserías que sirven a sus propios empleados de comida. Regresa a la hamburguesería, donde se encuentra el pie de Manny. Willow entra en la tienda de magia alterada, donde intenta analizar las sobras sin encontrar carne humana, pero sí descubre algo raro.
Buffy sigue buscando el resto del cuerpo de Manny y se encuentra una peluca gris. Tras ella aparece la simpática viejecita del principio que le dice que le encanta desayunar empleados del Doublemeat y necesita la peluca para esconder la enorme serpiente que le está saliendo de la cabeza. Entonces le lanza un líquido paralizador.
Willow busca a su amiga para explicarle lo que ha descubierto y mata a la serpiente-demonio, que acaba en la trituradora. Al día siguiente, Willow no deja pasar a Amy: no puede volver a verla. Buffy va a devolver el uniforme y se encuentra con una nueva encargada. Ya sabe cuál es el ingrediente secreto: verduras. Necesita el trabajo y la nueva encargada la readmite a cambio de no revelar que sus alimentos son sanos.

## Reparto

### Personajes principales
- Sarah Michelle Gellar como Buffy Summers.
- Nicholas Brendon como Xander Harris.
- Alyson Hannigan como Willow Rosenberg.
- Emma Caulfield como Anya Jenkins.
- Michelle Trachtenberg como Dawn Summers.
- James Marsters como Spike.

### Apariciones especiales
- Elizabeth Anne Allen como Amy Madison.

### Personajes secundarios
- Pat Crawford Brown como Anciana.
- Brent Hinkley como Manny.
- Kirsten Nelson como Lorraine.
- Kali Rocha como Halfrek.
- T. Ferguson como Gary.
- Marion Calvert como Gina.
- Douglas Bennett como Phillip.
- Andrew Reville como Timothy.
- Kevin Carter como Mr. Typical
- John F. Kearney como Hombre viejo.
- Sara Lawall como Ama de casa tipo.
- Victor Z. Isaac como Adolescente con granos.

## Producción
Durante la conversación en la Academy of Television Arts & Science que se llevó a cabo entre la sexta y séptima temporada, Joss Whedon reveló que este episodio fue el primero que hizo que los patrocinadores se plantearan retirarse debido al retrato de la vida en los restaurantes de comida rápida. Buffy, al trabajar en Doublmeat Palace, «volvió a los patrocinadores muy nerviosos»; Whedon bromeó diciendo que, «la cosa más controvertida que hemos tenido en Buffy fue una hamburguesa y un bocadillo de pollo.»